# 铑
銠（舊譯錴），是一種化學元素，其化學符號为Rh，原子序數为45，原子量為102.90549 u。銠是一種稀有、堅硬、抗腐蝕、在化學上較為惰性的銀白色過渡金屬元素。銠是一種惰性金屬，同時是鉑系元素的一員，為最為稀有和貴重的貴金屬之一。銠在自然界中只存在一種同位素103Rh。自然界中的銠通常以金屬態的形式與性質相近的金屬元素形成合金，偶以硫銥鉑銠礦或硫銠鉛礦等化合物形式存在。
銠常和其他鉑系元素一起在鉑礦石或鎳礦石中被發現。它首先由英國化學家威廉·海德·渥拉斯頓於1803年發現，並以它的一種氯化合物的玫瑰色命名。
大約80%的生產出來的銠元素用於汽車的三向觸媒轉化器的觸媒。由於其對腐蝕和大部分高反應性化學物質的抗性，同時又因其極為稀有，銠常與鉑或鈀組成合金並應用於抗高溫及腐蝕的塗層。白金上常基於外觀上的考量而鍍有薄層的銠；英幣標準銀合金上鍍的銠則是為了增進其抗污能力。銠也可作為矽氧聚合物的交聯催化劑，使帶有氫負離子的矽氧聚合物和帶有末端乙烯基的矽氧聚合物混合後發生固化。
銠可製成偵測核子反應爐的中子流量的偵測器。其他銠元素的應用包括：用於生產藥物前驅物的不對稱氫化反應、以及醋酸和農藥年年春的生產製程上。

## 历史

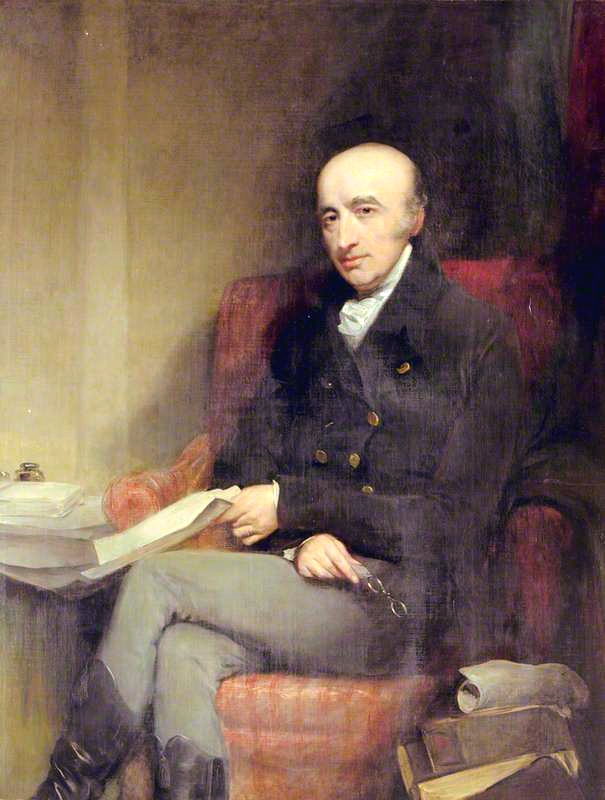
威廉·海德·渥拉斯顿

在威廉·海德·渥拉斯顿发现钯之后，铑在1803年也被他发现了。他使用了可能从南美洲获得的粗铂矿石。他的程序包括将矿石溶解在王水中，然后用 氢氧化钠 (NaOH) 中和酸。然后加入氯化铵(NH
4Cl)，使铂沉淀为 氯铂酸铵。大多数其他金属如铜、铅、钯和铑会与锌一起沉淀。稀硝酸会溶解除钯和铑之外的所有物质。其中，钯可溶于王水，但铑不溶，可通过添加氯化钠，以 Na
3[RhCl
6]·nH
2O的形式沉淀铑。用乙醇洗涤后，玫瑰色的沉淀物与锌发生置换反应，置换掉离子化合物中的铑，从而释放游离金属铑。
铑被发现后，这种稀有元素只有很少的应用；例如，含铑的热电偶被用于测量高达 1800°C 的温度。它们在1300至1800 °C 的温度范围内具有非常好的稳定性。
铑的第一个主要应用是用于装饰用途和作为耐腐蚀涂层的电镀。沃尔沃于1976年推出的三元催化转换器增加了对铑的需求。以前的催化转化器使用的是铂或钯，而三元催化转换器使用铑来减少废气中NOx的含量。

## 性质
銠是一種堅硬耐用的金屬，具有很高的反射率，擁有比鉑更高的熔點和更低的密度。多數的酸無法侵蝕銠，其不溶於硝酸而微溶於王水，但高温下的浓硫酸会腐蚀金属铑。此外，熔融的焦硫酸盐或过硫酸盐也会溶解铑。
即使處於加熱狀態，銠也難以形成氧化物，僅在熔點時吸收大氣中的氧，然而一旦固化就又將氧釋出。

### 化学性质
| 铑的氧化态 | 铑的氧化态         |
| ---------- | ------------------ |
| +0         | Rh 4(CO) 12        |
| +1         | RhCl(PH 3) 2       |
| +2         | Rh 2(O 2CCH 3) 4   |
| +3         | RhCl 3, Rh 2O 3    |
| +4         | RhF 4, RhO 2       |
| +5         | RhF 5, Sr 3LiRhO 6 |
| +6         | RhF 6              |

銠隸屬於9族元素，然而其最外層電子組態卻有異於同族的其他元素。這個不規則的現象也可在鄰近的鈮（41）、釕（44）、鈀（46）等元素身上觀察到。
銠最常見的氧化態為+3，但0~+6的氧化態皆有被發現。
和釕、鋨元素不同，銠並不與氧形成具揮發性的化合物。目前已知的穩定氧化物包括：Rh
2O
3、RhO
2、RhO
2·xH
2O、Na
2RhO
3、Sr
3LiRhO
6以及Sr
3NaRhO
6。銠幾乎所有可能的氧化態都能和鹵素形成化合物，例如：三氯化銠、四氟化銠、五氟化銠以及六氟化銠等，其中最廣為人知的就是威爾金森催化劑，即氯化三(三苯基膦)合銠(I)。這種催化劑主要用於氫甲醯化反應以及烯烴的氫化反應。
低價態的銠必須在存在配體的情況下才能穩定存在。

### 同位素
自然界中铑以103Rh同位素的形式存在。较稳定的放射性同位素包括101Rh（半衰期3.3年）、102Rh（半衰期207天）、102mRh（半衰期2.9年）以及99Rh（半衰期16.1天）。目前已发现20多个放射性同位素，同位素质量从92.926u（93Rh）至116.925u（117Rh）。这些同位素的半衰期大部分都在一小时以内，除了100Rh（半衰期20.8小时）和105Rh（半衰期35.36小时）。
对于原子量小于103的铑同位素，它们主要通过电子捕获衰变成钌；而对于原子量大于103的铑同位素则会β衰变成钯。

### 核废料
铑是铀-235的裂变产物：裂变产物都含有大量较轻的铂族金属。因此，乏核燃料是铑的潜在来源，但它的提取复杂且昂贵，并且铑放射性同位素的存在需要一段时间的冷却储存，以维持寿命最长的同位素的多个半衰期（101Rh的半衰期为 3.3 年，而102mRh的半衰期为 2.9年），或大约10年。这些因素使得这个来源完全没有吸引力，也没有尝试大规模提取。

## 用途
铑的主要用途是在汽车中作为催化转换器，将有害的未燃烧碳氢化合物、一氧化碳和氮氧化物废气转化为毒性较低的气体。在2012 年全球消耗的 30,000公斤铑中，81%（24,300公斤）的铑就用于此应用，并且从旧转换器中回收了 8,060公斤铑。大约有964 公斤的铑用于玻璃工业，主要用于生产玻璃纤维和平板玻璃，还有2,520 公斤的铑用于化学工业。

### 催化剂
铑在催化氮氧化物分解成氮气和氧气时优于其他铂族元素：
铑催化剂用于许多工业过程，尤其是通过蒙山都法，把甲醇催化羰基化成乙酸。它还用于催化氢硅烷与分子中的双键的加成，这一过程在某些硅胶的制造中很重要。铑催化剂也可以把苯还原成环己烷。
铑离子和BINAP的配合物广泛用于手性合成，用于合成薄荷醇。

### 观赏用途
铑可用于珠宝和装饰品。它在白色黄金和铂上进行电镀，在销售时赋予其反光的白色表面，之后薄层会随着使用而磨损。它也可用于涂层纹银，以防止锈蚀（硫化银 Ag2S，由大气中的硫化氢 H2S 产生)。纯铑首饰非常稀有，其中的原因更多是因为制作难度大（熔点高，延展性差），而不是价格问题。它的高成本使得铑仅能电镀。当银、金或铂等更常用的金属被认为不够用时，铑也用于荣誉或象征精英地位。1979年，《吉尼斯世界纪录》送给保罗·麦卡特尼一张镀铑唱片，以表彰他是历史上最畅销的词曲作者和唱片艺术家。

### 其它用处
铑可用来制造合金，用于硬化和提高铂和钯的耐腐蚀性这些合金用于熔炉绕组、玻璃纤维生产套管、热电偶元件、飞机火花塞的电极和实验室坩埚。其它用处包括：
- 因为铑的小电阻、小而稳定的接触电阻（英语：Contact resistance）和对腐蚀的抵御，它用于制造电触点。[41]
- 通过电镀或蒸发镀成的铑非常坚硬，可用于光学仪器。[42]
- 在乳房摄影术中过滤X光。[43]
- 在核反应中用含铑的探测仪测量中子通量水平。这种方法需要一个数字滤波器来确定当前的中子通量水平，产生三个独立的信号：立即、几秒延迟和一分钟延迟，每个信号都有自己的信号水平。这三个信号都组合在铑检测器信号中。三个帕洛佛得核电站（英语：Palo Verde Nuclear Generating Station）中各有305 个铑探测器，也就是5个垂直层上的每层都有61个探测器，可提供核反应的准确 3D“图片”，并允许微调以最经济地消耗核燃料。[44]

在汽车制造中，铑还用于制造大灯反射器。

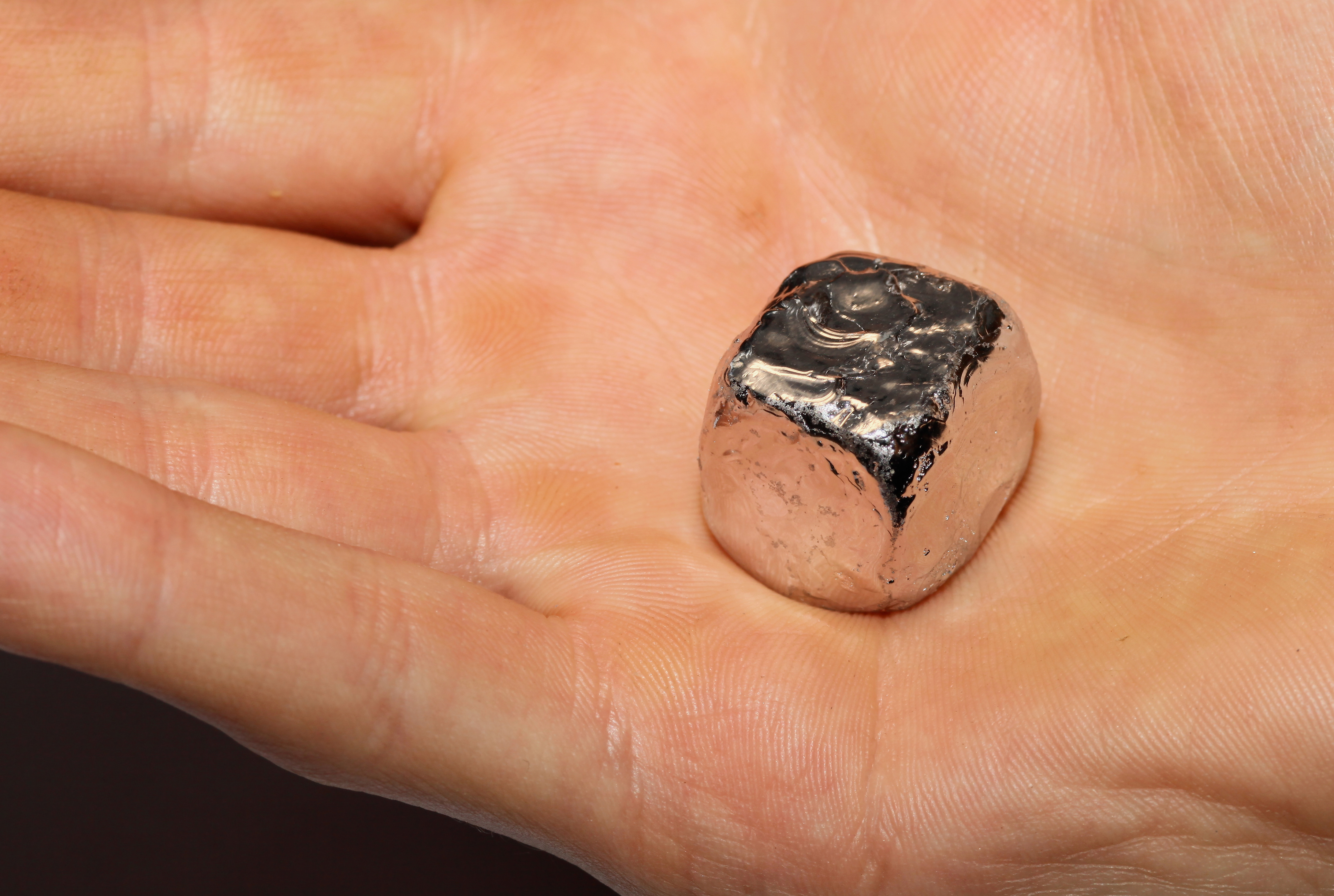
78g的铑样本
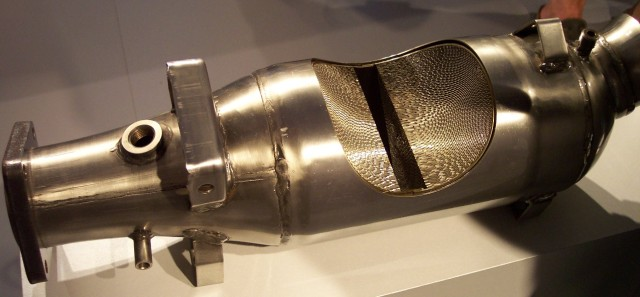
金属芯催化转换器的剖视图
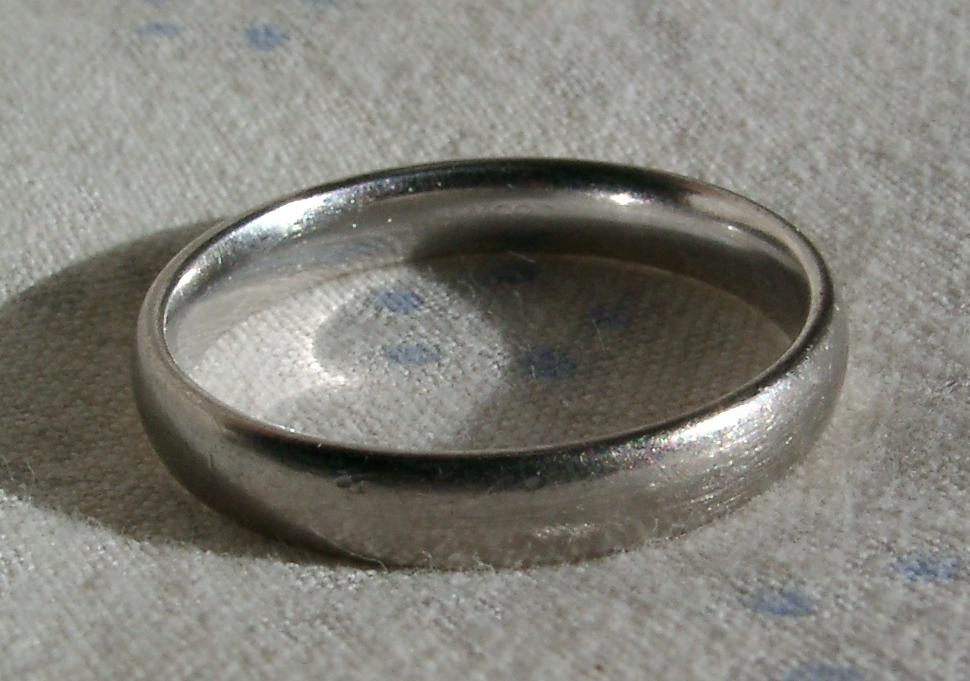
镀铑的白色黄金婚戒
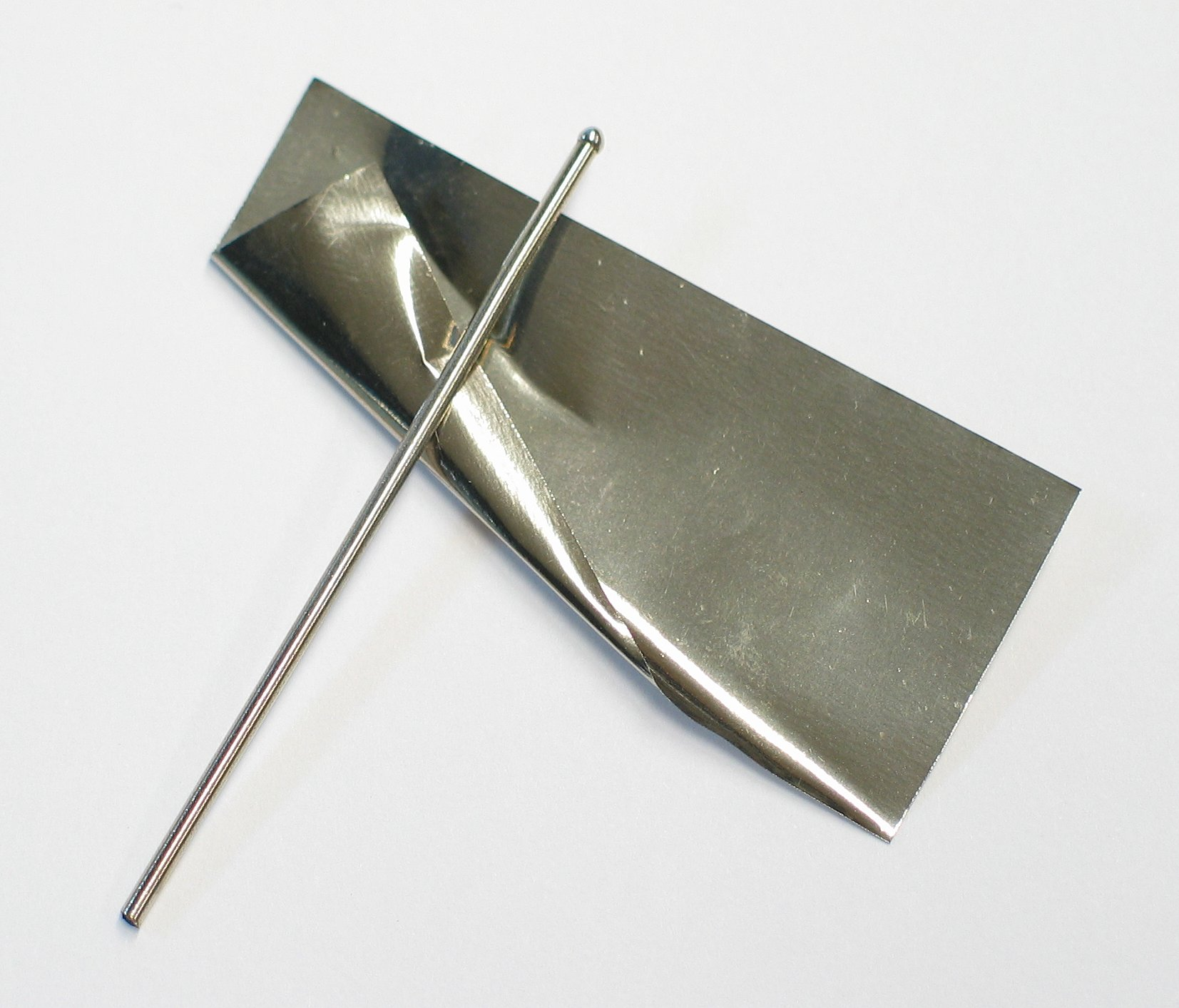
铑箔和铑丝

## 危害
作为一种贵金属，纯铑是惰性且无害的。不过，铑配合物可以是高反应性的。对于氯化铑(RhCl
3)，大鼠的半数致死量 (LD50) 为 198 mg/kg。类似其它贵金属，铑的生物用处不明。
人们可以通过吸入在工作场所接触到铑。职业安全与健康管理局 (OSHA) 已指定工作场所中的铑的允许暴露极限为 0.1 mg/m3（8小时工作日），而美国国家职业安全卫生研究所 (NIOSH) 则把推荐接触限值 (REL)定位相同的值。在 100 mg/m3的浓度下，铑就达到了立刻对生命和健康造成危险值。对于可溶的铑化合物，它们的 PEL 和REL 都是 0.001 mg/m3。

## 外部連結
- 元素铑在洛斯阿拉莫斯国家实验室的介紹（英文）
- —— 铑（英文）
- 元素铑在The Periodic Table of Videos（諾丁漢大學）的介紹（英文）
- 元素铑在Peter van der Krogt elements site的介紹（英文）
- WebElements.com – 铑（英文）